# Бакинський джазовий фестиваль
Бакинський міжнародний джазовий фестиваль (азерб. Bakı Beynəlxalq caz festivalı) — щорічне музичне свято в Баку, яке від 2005 року проводить заслужений артист Азербайджану Раїн Султанов за підтримки Міністерства культури Азербайджану та Фонд друзів культури Азербайджану. Бакинський джаз-фестиваль щорічно включає концерти, майстер класи, семінари, конкурси молодих виконавців, дні дитячого джазу, дні джаз-кіно, джем-сейшни, арт- та фотовиставки на тему джазу. 2016 року Бакинський джаз-фестиваль увійшов до Європейської асоціації джазу (European Jazz Network EJN).

## Історія

### 2005
2005 року у фестивалі взяли участь музиканти з 12 країн світу: гурт Джо Завінула з Австрії, Бобо Стенсон, Марія-Жуан Піріш, російський квартет Якова Окуня, саксофоніст Грег Озбі, відомі джаз-музиканти і виконавці з Азербайджану і багато інших. Від 2005 року за підтримки Міністерства культури і туризму Азербайджану журнал Jazz Dunyasi проводить масштабні фестивалі, в яких взяли участь практично всі зірки світового джазу (Ел Джерро, Гербі Генкок, Маркус Міллер, Кенні Ґарретт, Джошуа Редман, Даяна Кролл, Даєн Рівз, Авішай Коен та багато інших).
Також 2005 року в рамках фестивалю журнал Jazz Dunyasi запустив міжнародний проєкт «I am Jazzman!» — конкурс молодих виконавців джазу, переможцями якого стали такі талановиті музиканти, як Ісфар Сарабський, Ріад Мамедов, Аліна Ростоцька та інші.

### 2017
2017 року фестиваль тривав від 20 до 28 жовтня, в рамках фестивалю відбувся концерт гвінейської музиканта Секоу Куяте (Sekou Kouyate). Крім нього на фестивалі виступали музиканти з Німеччини, Швеції, Швейцарії, Нідерландів, Ізраїлю, Франції тощо.

### 2018
2018 року фестиваль відкрив британський майстер неосоулу Омар Льє-Фука. В рамках фестивалю виступали музиканти та музичні колективи з понад 14 країн світу: Лаура Пилдвере (Естонія), тріо Жана-Крістофа Шолетта (Франція), гурт «Music, Music, Music» (Швеція), Уве Стейнметз (Німеччина), Джан Джанкая і Каган Їлдиз (Kağan Yıldız) (Туреччина), тріо Мартіна Салемі (Martin Salemi) (Бельгія), тріо Гельґе Лієн (Норвегія), група «Kodaly Spicy Jazz» (Угорщина), Мішель Піппокуїно (Бразилія), тріо Рубена Хаїна (Голландія), гурт Грегорі Марета (Gregori Maret) з Крісті Дашел (Christie Dashiell) (США). Фестиваль тривав від 15 до 28 жовтня.

## Галерея

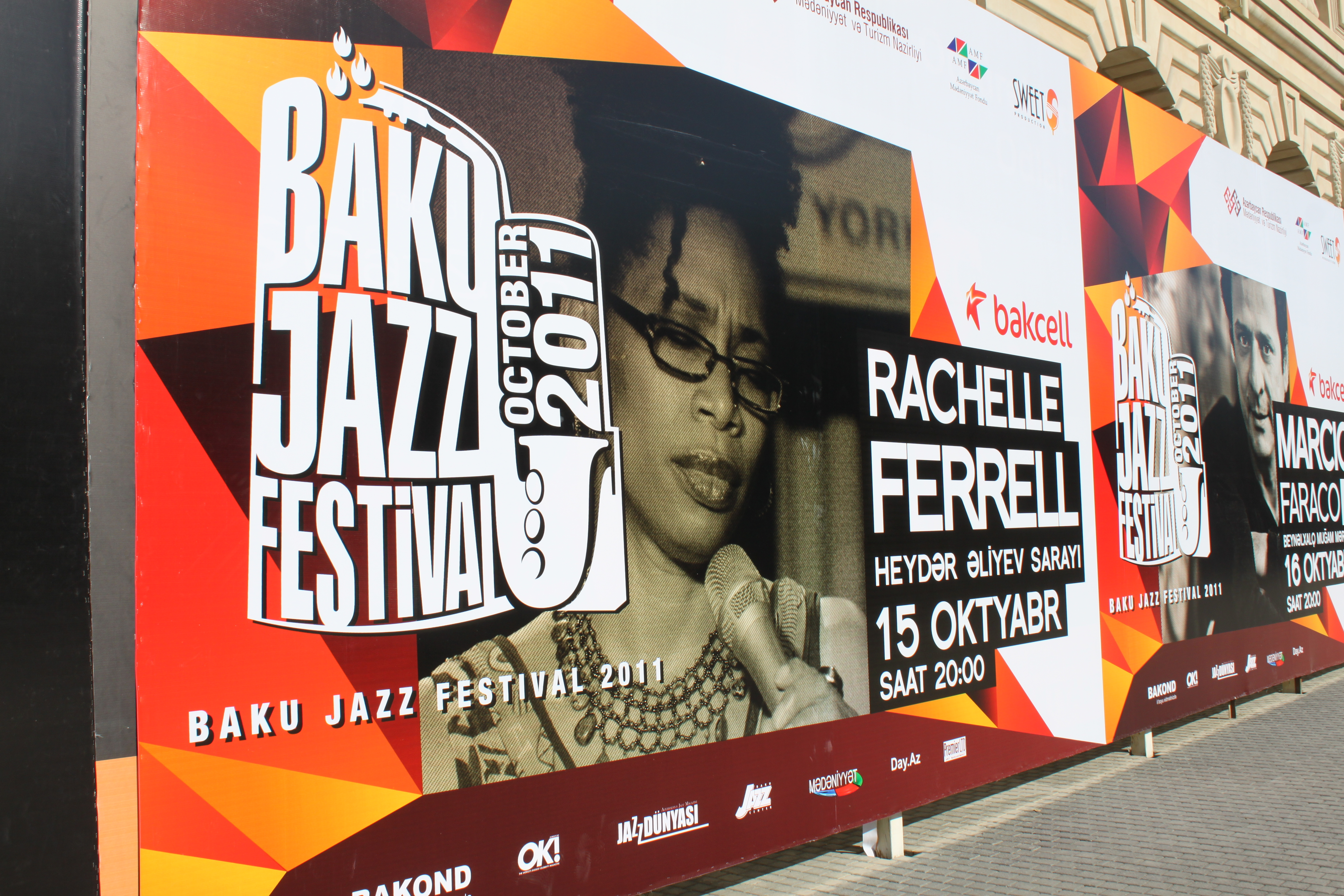
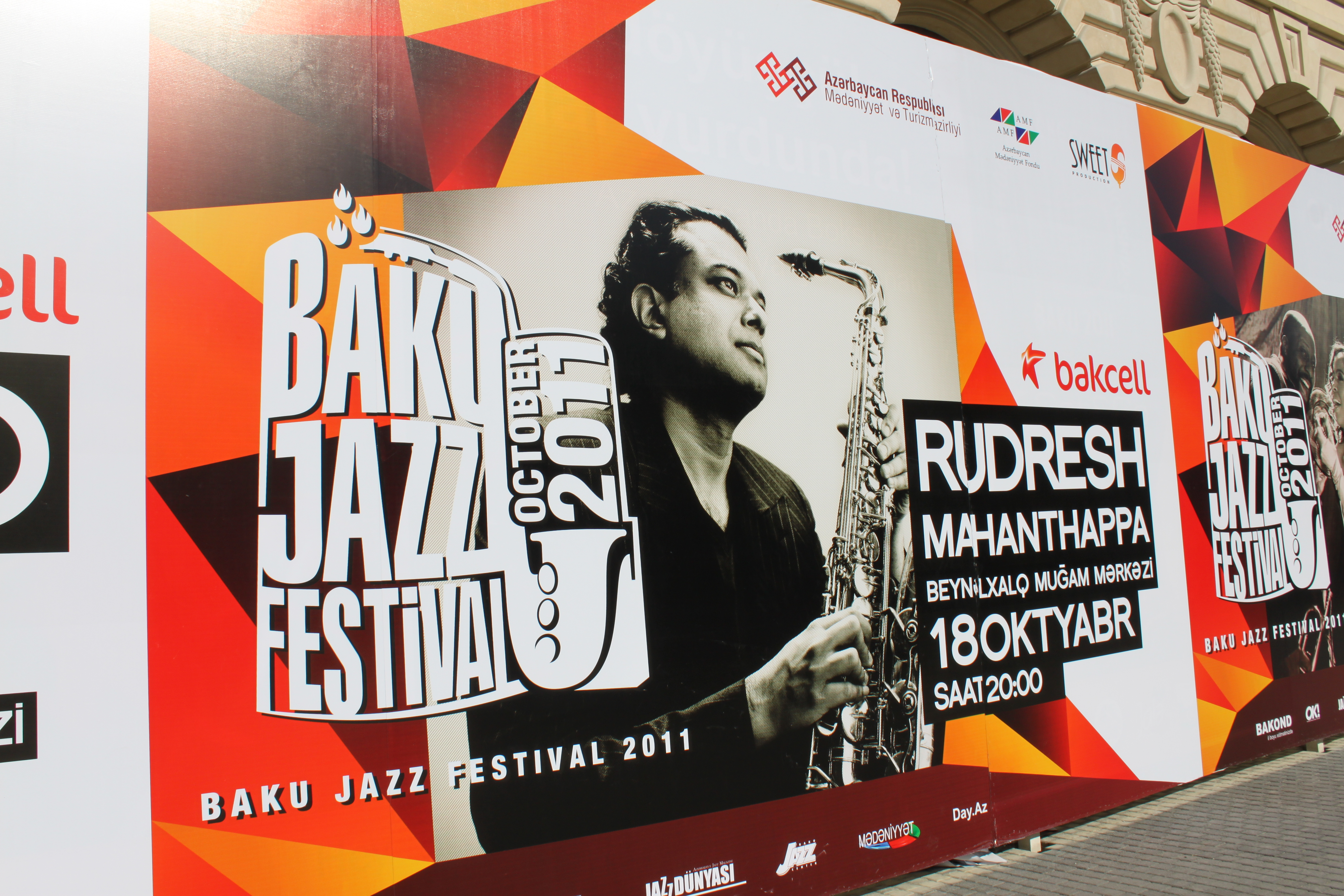